# Der Student von Prag (film din 1926)
Studentul din Praga  (în germană Der Student von Prag) este un film german de groază și de fantezie din anul 1926 regizat de Henrik Galeen. În rolurile principale joacă actorii Conrad Veidt, Werner Krauss și Elizza La Porta.
Este a doua ecranizare a povestirii de groază omonime a lui Hans Heinz Ewers.

## Distribuție
- Conrad Veidt: Balduin, The Student
- Werner Krauss: Scapinell
- Elizza La Porta: Lyduschka
- Agnes Esterhazy: Margit von Schwarzenberg

## Vezi și
- Listă de filme fantastice înainte de 1930